# Felix Michel Melki
Felix Michel Melki (en árabe: جورج فيليكس روبير ميشيل ملكي‎; Södertälje, Suecia, 23 de julio de 1994) es un futbolista de Líbano nacido en Suecia que juega en las posiciones de defensa y centrocampista, y es hermano del también futbolista Alexander Michel Melki. Desde el 2023 juega con el Al Ahed FC de la Liga Premier de Líbano.

## Carrera

### Club
| Periodo   | Club                       | Apariciones | Goles |
| --------- | -------------------------- | ----------- | ----- |
| 2013–2016 | Syrianska FC               | 21          | 1     |
| 2016–2018 | Eskişehirspor              | 10          | 1     |
| 2018–2019 | AFC Eskilstuna             | 29          | 0     |
| 2019–2022 | AIK Solna                  | 16          | 0     |
| 2021      | → Sarpsborg 08 FF (cedido) | 1           | 0     |
| 2021–2022 | → AFC Eskilstuna (cedido)  | 23          | 2     |
| 2022      | AFC Eskilstuna             | 13          | 0     |
| 2023–     | Al Ahed FC                 | 7           | 0     |

### Selección nacional

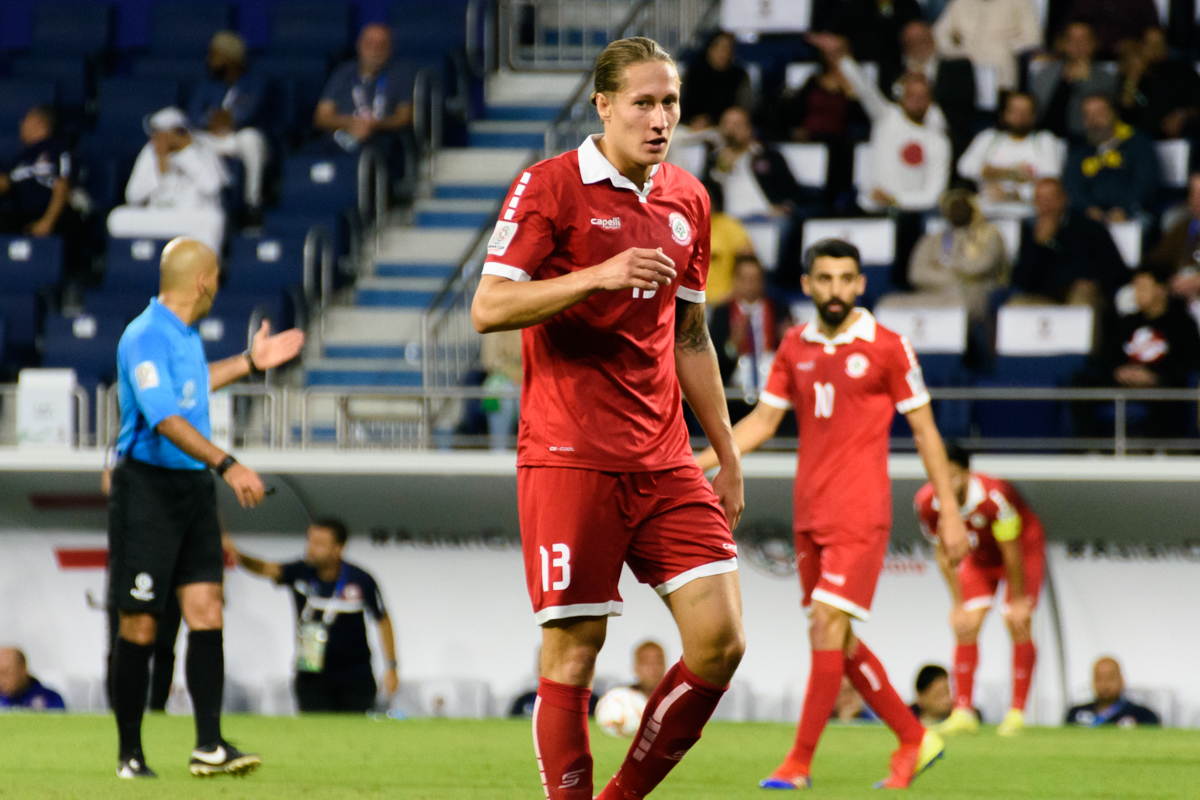
Michel Melki con ante en la Copa Asiática 2019.

Michel Melki nación en Suecia de madre sueca y su padre sirio, Robert Michel. En una entrevista para TRT World, Michel Melki inició hablando de sus raíces sirias, y mencionó que su abuelo era libanés, y que dos de sus tías nacieron en Líbano.
En 2018, Michel Melki se nacionalizó libanés, siendo elegible para jugar con Líbano. Hizo su debut internacional el 15 de noviembre de 2018 en un empate 0-0 ante Uzbekistán, partido que jugó los 90 minutos. Fue convocado para la Copa Asiática 2019 junto a su hermano Alexander un mes después. El 17 de enero de 2019 anotó un gol en la victoria por 4–1 ante Corea del Norte, y fue elegido como el mejor jugador del partido.
En diciembre de 2023 Melki fue convocado para jugar en la Copa Asiática 2023, pero se lesionó en enero de 2024 antes del torneo y fue reemplazado por Khalil Khamis.

## Logros
- Copa Federación de Líbano (1): 2023